# Ciencias físicas

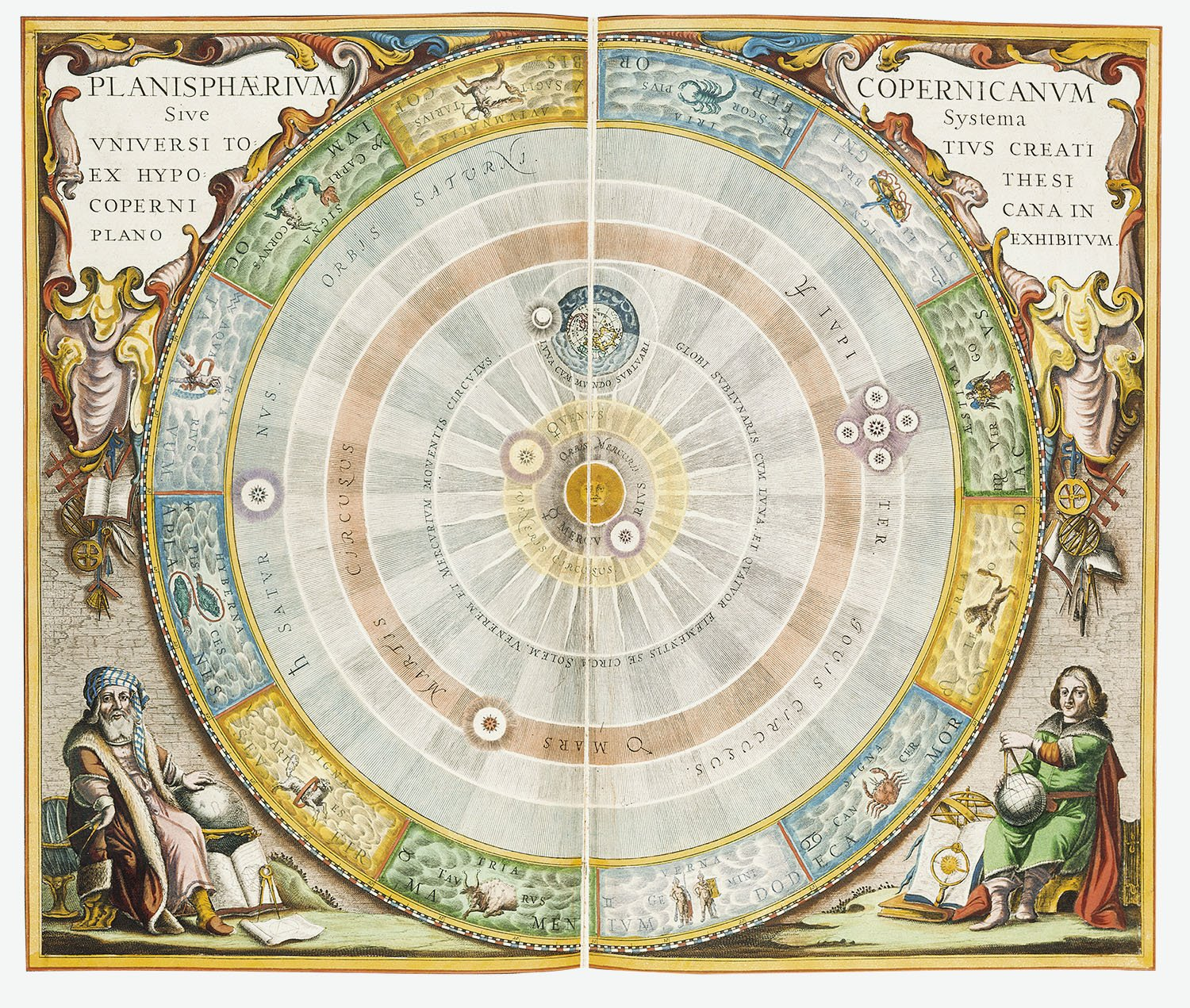
Imagen del nuevo orden del cosmos (universo) propuesto por Nicolás Copérnico en el cual la Tierra orbita alrededor del Sol.

Las ciencias físicas es la rama de las ciencias naturales que estudia los sistemas no vivos, en contraste con las ciencias de la vida. A su vez tiene muchas ramas, cada una referida a una ciencia específica, como por ejemplo la física, química, astronomía o geología. El término «física» crea una distinción innecesaria, pues muchas ramas de la ciencia física también estudian fenómenos biológicos y las ramas de la química como la química orgánica. Otra definición de ciencias físicas es la siguiente: un trabajo sistemático que construye y organiza el conocimiento en forma de explicaciones comprobables y predicciones sobre el universo.

## Ramas

### Física
El alcance de la física es extraordinariamente amplio y puede incluir estudios tan diversos como la mecánica cuántica, la física teórica o la óptica. La física moderna se orienta a una especialización creciente, donde las investigaciones y los grupos de investigación, tienden a enfocar áreas particulares más que a ser universalistas, como lo fueron Albert Einstein o Lev Landáu, que trabajaron en una multiplicidad de áreas.
Esta disciplina incentiva competencias, métodos y una cultura científica que permitan comprender nuestro mundo físico, para luego actuar sobre él, incluso hubo intentos para aplicar conceptos de las nuevas teorías emergentes de principios del siglo XX a la observación e investigación de la realidad. Sus procesos cognitivos se han convertido en protagonistas del saber y hacer científico y tecnológico general, ayudando a conocer, teorizar, experimentar y evaluar actos dentro de diversos sistemas, clarificando causa y efecto en numerosos fenómenos, mediante el empleo del método científico y principalmente de la metodología experimental y positivista, con un amplio auge a partir del trabajo conjunto entre diversas ramas, y, especialmente, entre la física y la tecnología (cuando se ha logrado).
De esta manera, se puede considerar con cierta seguridad y carácter de verdad, que la física contribuye a la ciencia, a la conservación y preservación de recursos, y al desarrollo y el avance tecnológico, social y cultural, facilitando la toma de conciencia y la participación efectiva y sostenida de la sociedad en la resolución de sus propios problemas.
Como toda ciencia, la física busca que sus conclusiones puedan ser verificables y replicables mediante experimentos, es decir, se vale del método científico para poder establecer relaciones de causalidad y también correlaciones, permitiendo demostrar sus teorías y explicar las observaciones. De este modo se pretende que pueda realizar predicciones de experimentos futuros basados en observaciones previas. Sin embargo, dada la amplitud del campo de estudio de la física, así como su desarrollo histórico con relación a otras ciencias, se la puede considerar la ciencia fundamental o central, ya que incluye dentro de su campo de estudio a la química, la biología y la electrónica, además de explicar sus fenómenos, al tratar de explicar las leyes fundamentales de la naturaleza.
Se puede afirmar, pues, que la física no es solo una ciencia teórica; es también una ciencia experimental, y, en su intento de describir los fenómenos naturales con exactitud y veracidad, ha llegado a límites impensables: el conocimiento actual abarca desde la descripción de partículas fundamentales microscópicas hasta el nacimiento de las estrellas en el universo e incluso el poder conocer con una gran probabilidad lo que aconteció en los primeros instantes del nacimiento de nuestro universo,por citar unos pocos campos.

### Química
La química es la ciencia natural que estudia y analiza la composición, estructura y propiedades de la materia, ya sea en forma de elementos, especies, compuestos, mezclas u otras sustancias, así como los cambios que estas experimentan durante las reacciones y su relación con la energía química. Linus Pauling la definió como la ciencia que estudia las sustancias, su estructura (tipos y formas de acomodo de los átomos), sus propiedades y las reacciones que las transforman en otras sustancias en referencia con el tiempo. La química, a través de una de sus ramas conocida como química supramolecular, se ocupa principalmente de las agrupaciones supratómicas, como son los gases, las moléculas, los cristales y los metales, estudiando su composición, propiedades estadísticas, transformaciones y reacciones; si bien la química general también incluye la comprensión de las propiedades e interacciones de la materia a escala atómica. 
La química es llamada a menudo «ciencia central» por su papel de conexión en las otras ciencias naturales, relacionándose con la física por medio de la fisicoquímica, la biología mediante la bioquímica, la astronomía a través de la astroquímica, la geología por vía de la geoquímica, entre otras. La mayor parte de los procesos químicos se pueden estudiar directamente en el laboratorio, usando una serie de técnicas, a menudo bien establecidas, tanto de manipulación de materiales como de comprensión de los procesos subyacentes. Una aproximación alternativa es la proporcionada por las técnicas de modelado molecular, que extraen conclusiones de modelos computacionales.
La química moderna se desarrolló a partir de la alquimia, una práctica protocientífica de carácter esotérico, pero también experimental, que combinaba elementos de química, física, biología, metalurgia, farmacéutica, entre otras disciplinas. Esta fase termina con la revolución química, con el descubrimiento de los gases por Robert Boyle, la ley de conservación de la materia y la teoría de la combustión por oxígeno, postuladas por el científico francés Antoine Lavoisier. La sistematización se hizo patente con la creación de la tabla periódica de los elementos y la introducción de la teoría atómica, cuando los investigadores desarrollaron una comprensión fundamental de los estados de la materia, los iones, los enlaces químicos y las reacciones químicas. Desde la primera mitad del siglo XIX el desarrollo de la química lleva aparejado la aparición y expansión de una industria química de gran relevancia en la economía y la calidad de vida actuales.

### Astronomía
El cosmos es todo lo que es, lo que fue o lo que alguna vez será.
Carl Sagan.

La astronomía (del griego άστρον [ástron] 'estrella' y νομία [nomía] 'normas', 'leyes de las estrellas') es la ciencia natural que estudia los cuerpos celestes del universo, incluidos las estrellas, los planetas, sus satélites naturales, los asteroides, cometas y meteoroides, la materia interestelar, las nebulosas, la materia oscura, las galaxias y demás; por lo que también estudia los fenómenos astronómicos ligados a ellos, como las supernovas, los cuásares, los púlsares, la radiación cósmica de fondo, los agujeros negros, entre otros, así como las leyes naturales que las rigen. La astronomía, asimismo, abarca el estudio del origen,  desarrollo y destino final del universo en su conjunto mediante la cosmología, y se relaciona con la física a través de la astrofísica, la química con la astroquímica y la biología con la astrobiología.
Su registro y la investigación de su origen viene a partir de la información que llega de ellos a través de la radiación electromagnética o de cualquier otro medio. La mayoría de la información usada por los astrónomos es recogida por la detección remota, aunque se ha conseguido reproducir, en algunos casos, en laboratorios, la ejecución de fenómenos celestes, como, por ejemplo, la química molecular del medio interestelar. Es una de las pocas ciencias en las que los aficionados aún pueden desempeñar un papel activo, especialmente sobre el descubrimiento y seguimiento de fenómenos como curvas de luz de estrellas variables, descubrimiento de asteroides y cometas, etc.

### Geología
La geología (del griego γῆ /guê/, 'Tierra', y -λογία /-loguía/, 'tratado') es la ciencia natural que estudia la composición y estructura tanto interna como superficial del planeta Tierra, y los procesos por los cuales ha ido evolucionando a lo largo del tiempo geológico.
La misma comprende un conjunto de geociencias, así conocidas actualmente desde el punto de vista de su pedagogía, desarrollo y aplicación profesional. Ofrece testimonios esenciales para comprender la tectónica de placas, la historia de la vida a través de la paleontología, y cómo fue la evolución de esta, además de los climas del pasado. En la actualidad, la geología tiene una importancia fundamental en la exploración de yacimientos minerales (minería) y de hidrocarburos (petróleo y gas natural), y la evaluación de recursos hídricos subterráneos (hidrogeología). También tiene importancia fundamental en la prevención y entendimiento de fenómenos naturales como remoción de masas, en general terremotos, tsunamis, erupciones volcánicas, entre otros. Aporta conocimientos clave en la solución de problemas de contaminación medioambiental, y provee información sobre los cambios climáticos del pasado. Juega también un rol importante en la geotecnia y la ingeniería civil.
La geología incluye ramas como la geofísica, la tectónica, la geología estructural, la estratigrafía, la geología histórica, la hidrogeología, la geomorfología, la petrología y la edafología.
Aunque la minería y las piedras preciosas han sido objeto del interés humano a lo largo de la historia de la civilización, su desarrollo científico dentro de la ciencia de la geología no ocurrió hasta el siglo XVIII. El estudio de la Tierra, en especial la paleontología, floreció en el siglo XIX, y el crecimiento de otras disciplinas, como la geofísica con la teoría de las placas tectónicas en los años 60, que tuvo un impacto sobre las ciencias de la Tierra similar a la teoría de la evolución sobre la biología.